# Тургай (регион)
Тургай (каз. Торғай) — исторический регион в южной части Костанайской области Казахстана, представлявшая собой расформированную в 1997 году Тургайскую область Казахстана.
С исторической точки зрения в Тургайский регион входила вся нынешняя Костанайская область и большая часть современной Актюбинской области, однако сейчас под именем Тургай, подразумеваются 3 южных района Костанайской области, а именно Джангельдинский район, Амангельдинский район, г. Аркалык и округа города. Площадь территории нынешнего региона (в пределах указанных районов) составляет 75,8 тыс. км² и равна площади таким европейским государствам как Нидерланды и Бельгия (вместе взятые).

## Рельеф и климат
Территория региона характеризуется относительно равнинным рельефом, с возвышенностями к западу(Теке, Кызбел, Жыланды, Каргалы, выс. 210—310 м над уровнем моря). Расположена на Тургайском плато и Тургайской ложбине; на севере и востоке региона возвышаются отроги Сары-Арки (горы Каракус, Карталытау, Сары-Адыр). Наибольшая высота гора Шарыкты (высота 397 м.). Территория региона расположена в юго-западной части Северного Казахстана, в бассейне р. Тургай.
Рельеф территории района в основном равнинный — Тургайская ложбина; северную часть занимает Тургайское плато с небольшими поднятиями (Теке, Кызбел, Жыланды, Каргалы, выс. 210—310 м над уровнем моря). Вдоль рек Тургай и Улы-Жиланшик встречаются участки барханных песков Аккум, Айгыркум, Тосын.
В районе расположено несколько рек, наиболее большие из них: р. Тургай, р. Кара-Тургай, р. Жалдама, р. Улын-Жиланшик, р. Улькаяк, а также озера Сарыкопа,Ащытостысор и Жаман-Акколь.
Климат континентальный, зима продолжительная и суровая, лето жаркое и сухое. Средние температуры янв.от —16 до —17°С, июля 22-25°С. Осадков в ср. в год выпадает 225—275 мм. Растительность степная и полупустынная.

## Население
Население региона составляет 83 905 человек. Говорит в основном на казахском языке.
Национальный состав (на 1 января 2010 года):
- казахи — 71 147 чел.
- русские — 7313 чел.
- украинцы — 1464 чел.
- татары — 1175 чел.
- белорусы — 555 чел.
- башкиры — 354 чел.
- молдаване — 310 чел.
- немцы — 222 чел.
- другие — 1365 чел.
- Всего — 83 905. (100,00 %)

## История
Тургайский регион представляет собой историческую область, именовавшуюся в разное время как Тургайский уезд, Тургайская область, образованную в 1868 году. По данным переписи 1897 года в уезде проживало 86,9 тыс. чел. (в том числе казахи — 99,1 %). В городе Тургае проживало 896 чел.
На территории региона открылась первая в Казахстане казахско-русская школа, за открытие которой ходатайствовал казахский тургайский педагог Ибрай Алтынсарин. Два района Тургая носят названия революционеров и руководителей национально-освободительной борьбы в период Первой мировой войны  и государственной смуты в России (1916—1918) —   Алиби Джангильдина (Джангельдинский район) и Амангельды Иманова (Амангельдинский район).
В 1932 году уезд был упразднён и вошёл в состав Кустанайского округа, позже Кустанайской области.
Большой толчок развитию региона дала Целина и образование в 1956 году города Аркалык. 23 ноября 1970 года из восточных и южных районов Кустанайской области и западных районов Целиноградской области была образована Тургайская область с центром в г. Аркалык в составе Казахской ССР. 2 июня 1988 года область упразднена.
В августе 1990 года область вновь восстановлена. С 16 декабря 1991 года — в состав Республики Казахстан. В 1997 году Тургайская область была упразднена, её территория разделена между Костанайской и Акмолинской областями.
14 марта 2025 года президент страны Каким-Жомарт Токаев поручил правительству приступить к строительству автодороги от Астаны через Аркалык, сёла Тургай в Костанайской области и Иргиз к международному Транскаспийскому транспортному маршруту; и сообщил, что новая магистраль сократит путь между центральными и западными регионами страны на 560 км, также проект придаст импульс развитию всего Тургайского региона.